# Sulphide Cabin
La Sulphide Cabin – ou Frisco Cabin – est une cabane en rondins dans le comté de Chelan, dans l'État de Washington, dans le nord-ouest des États-Unis. Protégée au sein du parc national des North Cascades, elle est inscrite au Registre national des lieux historiques depuis le 10 février 1989.